# 佐々木さき
佐々木 さき（ささき さき、3月3日）は、日本のAV女優。luminous promotion所属。

## 経歴
2023年11月14日に『FIRST IMPRESSION 164 恥ずかしがり屋のエッチ好き!乳首が感じ過ぎちゃう新世代アイドル美少女AVデビュー』でアイデアポケットからAVデビュー。
2024年7月1日週FANZA動画フロアランキングにて、『めちゃカワ美少女のえぐいフェラチオと凄まじい顔面ザーメンシャワー 佐々木さき』が初登場5位。
2024年10月25日開催の『舞台版 月ともぐら 第2回 胸キュンコラボグランプリ』にて、番組発のアイドルグループ「ねこまんまっ!! from お月ちゃんのうた」メンバー就任が発表されアイドル活動を開始。同年12月28日に1stシングル「好き好きSelfish♡」を配信開始した。
2025年4月7日週FANZA動画ランキングにて『顔面最強・佐々木さきが裏オプ＆透けコスでお客を惑わす天国リフレ店に体験入店VR！！ 裏オプ当たり前！4コス！2S〇X！長尺137分！！お店に内緒でエッチッチVR』が5位ランクイン。
同年5月5日週FANZA通販フロアランキングにて、出演した『日本よ、これがアイポケだー。 BEAUTY VENUS THE HARLEM もう絶対に揃わない夢の究極共演！！ 痴女プレイ全10コーナー330分！』が初登場2位を記録した。
同年6月30日週FANZA通販フロアランキングにて、出演した『BEAUTY VENUS THE HARLEM-episode3- 24時間強●フル勃起！チ○ポ争奪！年中発情期の美人5姉妹に痴女られて賢者タイム無しのハメっぱなし同棲生活 西宮ゆめ 古川ほのか さくらわかな 佐々木さき 愛才りあ』が初登場10位となる。

## 人物
- 趣味:ゲーム・お笑い・アニメ鑑賞[9]。同じアイドルグループの小野六花からは引きこもりのオタクと言及されている[10]。
- AVライターの芝田カズは「小柄できゃしゃな体つきながら、均整の取れたスタイル」と体型を評価[3]。同じくAVライターのくろがね阿礼は「男を誘惑する小悪魔ものに定評。乳首を刺激されただけで腰砕けになる感度のよさも見逃せない」と評している[3]。
- 好きな食べ物はきんぴらごぼう[11]。
- 弱点は鎖骨。

## 作品
◎はBD版発売作品。

### アダルトビデオ
- FIRST IMPRESSION 164 恥ずかしがり屋のエッチ好き!乳首が感じ過ぎちゃう新世代アイドル美少女AVデビュー（11月14日、アイデアポケット）◎
- めちゃカワ小悪魔妹のにやにや誘惑パンチラにボクは理性を保てない…（12月12日、アイデアポケット）

- この肉体に果てしない快楽を 新世代アイドル美少女の追い込みアクメ超覚醒3本番! ポルチオ1追撃!激ピストン1爆イキ爆フキ超連発スペシャル!（1月9日、アイデアポケット）
- めちゃカワ美少女のえぐいフェラチオと凄まじい顔面ザーメンシャワー（2月13日、アイデアポケット）
- 私は拾ってもらった恩があるので媚薬の元締めのご主人様に一生尽くします（3月12日、アイデアポケット）
- 携帯ナースコールで24時間口内射精OK! 即尺超好きおしゃぶり痴女ナース（4月9日、アイデアポケット）
- 大嫌いなマザコン中年教師に何度も何度も敏感乳首をもてあそばれ開発され失禁するほどの乳首アクメを覚えてしまった生意気制服ギャル（5月14日、アイデアポケット）
- 地元コンビニの深夜バイト女子と仲良くなりたくてストーカー化。実家の子供部屋で監禁レ×プ（6月11日、アイデアポケット）
- 乳首敏感ボーイズ必見！ にゃんにゃんアイドル乳首エステ（8月13日、アイデアポケット）[12]
- 生意気な妹にニーハイを履かせ僕だけの「絶対領域」を誕生させ僕好みに痴女らせた。（9月10日、アイデアポケット）
- 出張先が記録的豪雨で童貞部下と突然相部屋に…雨で濡れた身体に興奮した部下に襲われ朝まで１０発のびしょ濡れ絶倫性交（10月8日、アイデアポケット）
- アイドル美少女と交わすヨダレだらだらツバだくだく濃厚な接吻とセックス（11月12日、アイデアポケット）
- アルバイト終わりの制服少女が中年店長の私の家に入り浸るようになり、パンチラ姿で誘惑を…（12月10日、アイデアポケット）◎

- めちゃカワ家庭教師さき先生の接吻レクチャー個人レッスン（1月14日、アイデアポケット）◎
- ユメカウツツカ 早川希美編 日間1位 週間1位 月間2位 総販売数43,000本超えの超人気作をS級超単体女優で実写化!! 佐々木さき（1月21日、MOODYZ）
- あなたの脳内を快楽で埋め尽くす 佐々木さきプレミアムオナニーサポート（3月11日、アイデアポケット）◎
- エロ過ぎるプリケツにボクのチ〇ポは大暴走! 泥●して目を覚ましたら隣に半裸のギャルが!? いつもは生意気なのにやたらとデレデレしてくる…ヤッちまった！どうやらセックスしちゃったみたいだ（汗） 佐々木さき（4月8日、アイデアポケット）
- 小悪魔ギャル妹のパンチラ挑発と軽蔑淫語にドMなボク（兄）は理性が保てない… 佐々木さき（4月29日、アイデアポケット）
- 佐々木さき はつベスト12作品12時間35本番（5月13日、アイデアポケット）
- 「女1人で参加したのが間違いでした…」 宅飲みで同級生達に廻された女子大生。 佐々木さき（5月13日、アイデアポケット）
- 人体固定 マ○コ破壊ピストン無限FUCK 身動き取れず強●アクメ 佐々木さき（6月10日、アイデアポケット）◎
- 日本よ、これがアイポケだー。 BEAUTY VENUS THE HARLEM もう絶対に揃わない夢の究極共演!! 痴女プレイ全10コーナー330分! 桜空もも 長浜みつり 西宮ゆめ 古川ほのか さくらわかな 佐々木さき 愛才りあ 役野満里奈（6月10日、アイデアポケット）◎
- 甘サドギャルビッチがべろべろちゅぱちゅぱ痴女り放題。 佐々木さき（7月9日、アイデアポケット）◎
- BEAUTY VENUS THE HARLEM-episode3- 24時間強●フル勃起! チ○ポ争奪! 年中発情期の美人5姉妹に痴女られて賢者タイム無しのハメっぱなし同棲生活 西宮ゆめ 古川ほのか さくらわかな 佐々木さき 愛才りあ（8月12日、アイデアポケット）◎
- 死ぬほど嫌いな義父の大好物は女子〇生のワタシでした… 犯●れながらイカされる最大屈辱レ×プ 佐々木さき（8月13日、アイデアポケット）◎
- 交際して半年、念願のお泊まりデート 初Hで判明した奥手な彼女の計り知れない変態性 むっつり同士の僕たちはスケベ丸出しで貪りあった 佐々木さき（9月9日、アイデアポケット）◎

### アダルトVR
- 初VR! 高画質8K映像! 2SEX! 長尺140分! 顔面最強めちゃかわツンデレ美少女とイチャラブ同棲生活 佐々木さき（3月29日、アイデアポケット）
- 「たくさんチューしよっ」 トロけるディープキスSex VR 佐々木さき（10月25日、アイデアポケット）
- あざと可愛い 小悪魔痴女ヌキテク体感Fuck VR 佐々木さき（12月20日、アイデアポケット）

- 8K高画質! めちゃカワ小悪魔妹のにやにや誘惑パンチラに理性が保てない… 2セックス! 6射精! 長時間141分! ニーハイ制服美少女 × 小悪魔痴女プレイ × パンチラ誘惑 佐々木さき（1月17日、アイデアポケット）
- 顔面最強・佐々木さきが裏オプ＆透けコスでお客を惑わす天国リフレ店に体験入店VR!! 裏オプ当たり前! 4コス! 2SEX! 長尺137分!! お店に内緒でエッチッチVR（3月14日、アイデアポケット）

### アダルト配信限定
- 配信限定:ナチュポケ REC:佐々木さき-ハメ撮り- IP女優のありのまま解禁（2024年12月23日、アイデアポケット）

### イメージビデオ
- Sweet Time 佐々木さき（2024年11月15日、メディアブランド）◎
- sweet and cute kiss 佐々木さき（2025年3月11日、FAIR＆WAY）◎
- Saki Digital Escape・佐々木さき（2025年7月3日、REbecca）◎
- Sweetie Angel 佐々木さき（2025年10月17日、メディアブランド）◎

### 写真集
- 佐々木さき1st.写真集「SUKI SAKI」（2024年8月29日、彩文館出版、撮影：稲田喬晃）ISBN 978-4-7756-0678-0 ※3000部限定愛蔵版[13]
- 佐々木さき写真集 いつも無口なクラスの美少女が、南の島では笑顔で甘えてくるとか聞いてない!（2025年9月18日、双葉社、撮影：富田恭透）ISBN 978-4575-3200-22 [14]

### デジタル写真集
- 佐々木さき　はにかみ天使 アサ芸SEXY女優写真集（11月8日、徳間書店、 撮影：柳沢康太）
- 歳末新春SUPERキャンペーン2024-2025せくしーこれくしょん（12月13日、FANZA BEAUTY COLLECTION）※『歳末新春SUPERキャンペーン2024-2025』キャンペーンガール5名によるオムニバス写真集。FANZA限定配信。
- 佐々木さき さいさきよし! Vol.1 「sunny」 週刊現代デジタル写真集【プレミアムヌードシリーズ】（12月23日、講談社、撮影：柳沢康太）
- 佐々木さき さいさきよし! Vol.2 「darkness」 週刊現代デジタル写真集【プレミアムヌードシリーズ】（12月23日、講談社、撮影：柳沢康太）
- 佐々木さき さいさきよし! Vol.3 「perfect」 週刊現代デジタル写真集【プレミアムヌードシリーズ】（12月23日、講談社、撮影：柳沢康太）
- IDEAPOCKET COLLECTION vol.1（12月25日、a-list photo anthology）※2023年に発売したAV作品から7名の人気女優をピックアップした写真集。

- IDEAPOCKET COLLECTION vol.2（6月25日、a-list photo anthology）※「アイデアポケット」が2023年に発売したAV作品から5名の人気女優をピックアップした写真集。
- IDEAPOCKET COLLECTION vol.3（7月15日、a-list photo anthology）※「アイデアポケット」が2023年に発売したAV作品から5名の人気女優をピックアップした写真集。
- BEAST of LIP 佐々木さき（7月15日、a-list photo anthology、 撮影：柳沢康太）

## 出演

### テレビバラエティ
- 月ともぐら（2024年4月25日 - 10月25日・12月13日-12月27日・2025年2月7日 - 4月11日、テレビ東京)

### WEB配信
- モグライダーさん ちょっとお時間いいですか？（#18・#19・#36・#37，DMM TV）[15]
- カチコチTV（#189・#190、FANZA TV）
- 東京スキャンダルクラブ（#25・#26・#27・#28、FANZA TV）

### トークライブ
- お月ちゃん大集合！スペシャルトークライブイベント-ちょっとお時間いいですか？（2024年6月15日、東京・グレースバリ渋谷）[16]
- お月ちゃん大集合！スペシャルトークライブイベント2025　-ちょっとお時間いいですか？-（2025年5月25日、東京・I’M A SHOW）

### 舞台
- 舞台版 月ともぐら 第2回　胸キュンコラボグランプリ（2024年10月25日、東京・草月ホール）-「チーム・セカラブ」さき 役[17]